# Wisdom Mumba Chansa
Wisdom Mumba Chansa (17 avril 1964 – 27 avril 1993) est un footballeur international zambien, qui jouait au poste de milieu de terrain. Il meurt dans le crash de l'avion amenant la sélection zambienne à Dakar en  avril 1993.

## Palmarès
- Power Dynamos
  - Champion de Zambie en 1991
  - Vainqueur de la Coupe de Zambie en 1990
  - Vainqueur de la Zambian Challenge Cup en 1990
  - Vainqueur de la Coupe d'Afrique des vainqueurs de coupe en 1991
- Zambie
  - Troisième de la CAN 1990